# Xeniidae
Xeniidae é uma família de corais da ordem Malacalcyonacea.

## Géneros
Seguem os gêneros da família:
- Anthelia (Lamarck, 1816)
- Asterospicularia (Utinomi, 1951)
- Bayerxenia (Alderslade, 2001)
- Caementabunda (Benayahu, van Ofwegen & McFadden, 2018)
- Conglomeratusclera (Benayahu, van Ofwegen & McFadden, 2018)
- Ezziona (Alderslade & Janes, 2017)
- Fasciclia (Janes, 2008)
- Funginus (Tixier-Durivault, 1978)
- Heteroxenia (Kölliker, 1874)
- Ingotia (Alderslade, 2001)
- Latissimia (Benayahu, Ekins & McFadden, 2022)
- Orangaslia (Alderslade, 2001)
- Ovabunda (Alderslade, 2001)
- Protodendron (Thomson & Dean, 1931)
- Quattuoria (Benayahu & McFadden, 2022)
- Sansibia (Alderslade, 2000)
- Sarcothelia (Verrill, 1928)
- Sympodium (Ehrenberg, 1834)
- Unomia (Benayahu, van Ofwegen, Allais & McFadden, 2021)
- Xenia (Lamarck, 1816)
- Yamazatum (Benayahu, 2010)